# Nålvårtkaktus
Nålvårtkaktus (Mammillaria spinossissima) är en suckulent växt inom vårtkaktussläktet och familjen kaktusväxter. Arten beskrevs av Charles Lemaire 1838.

## Referenser

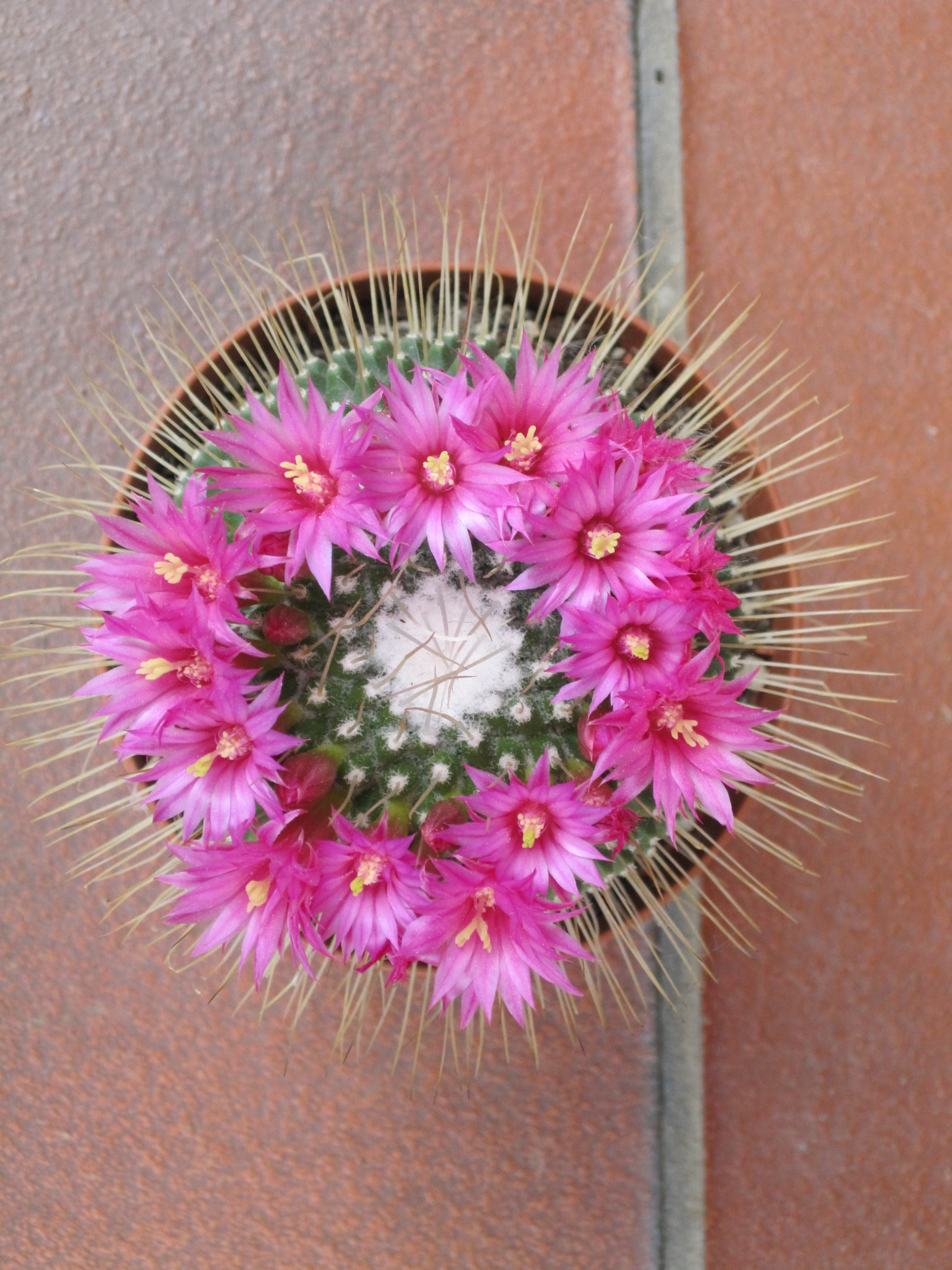
Mammillaria spinosissima cv. un pico - blommor
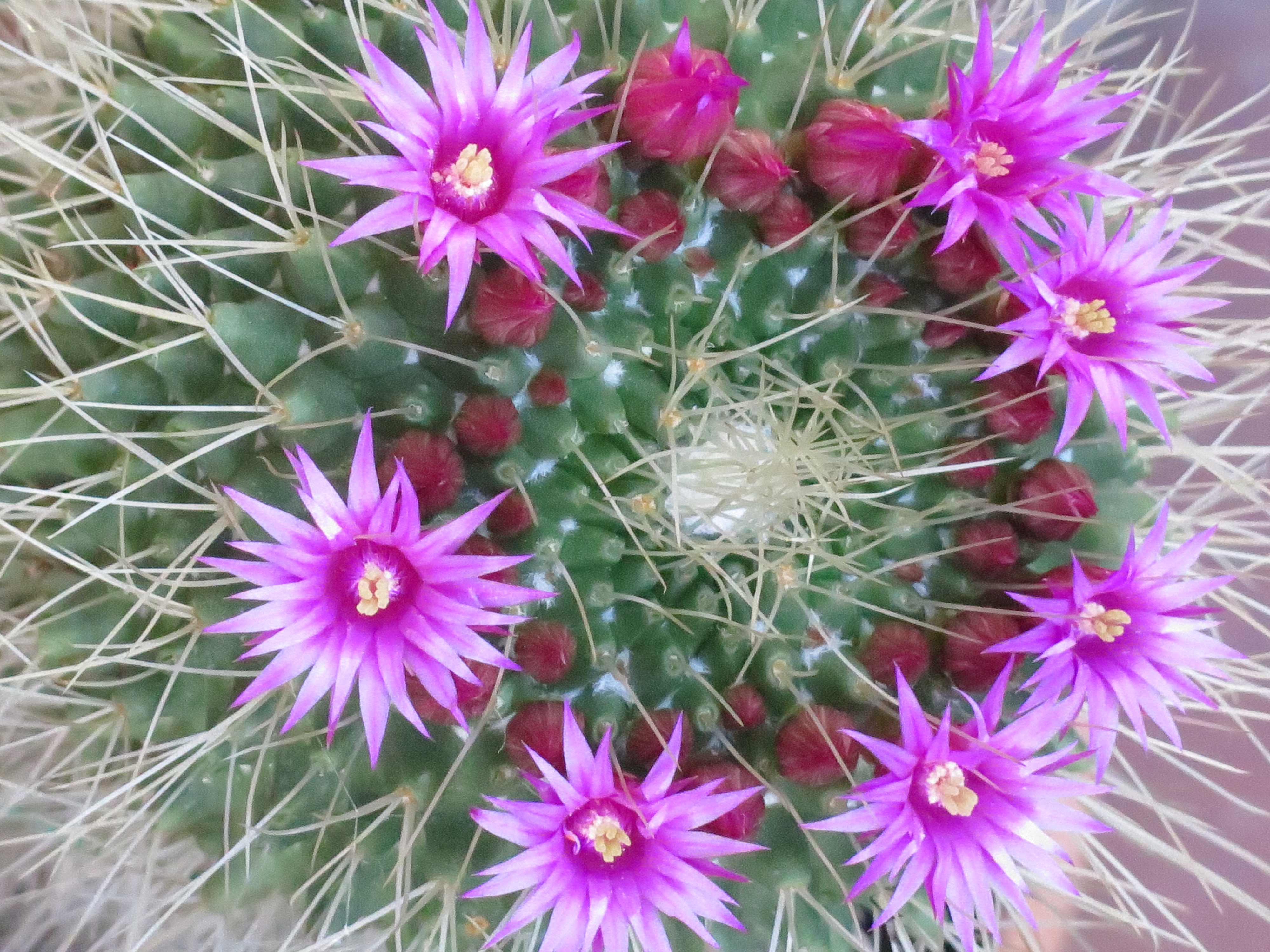
Mammillaria spinosissima cv. un pico - höst blomning i Rom
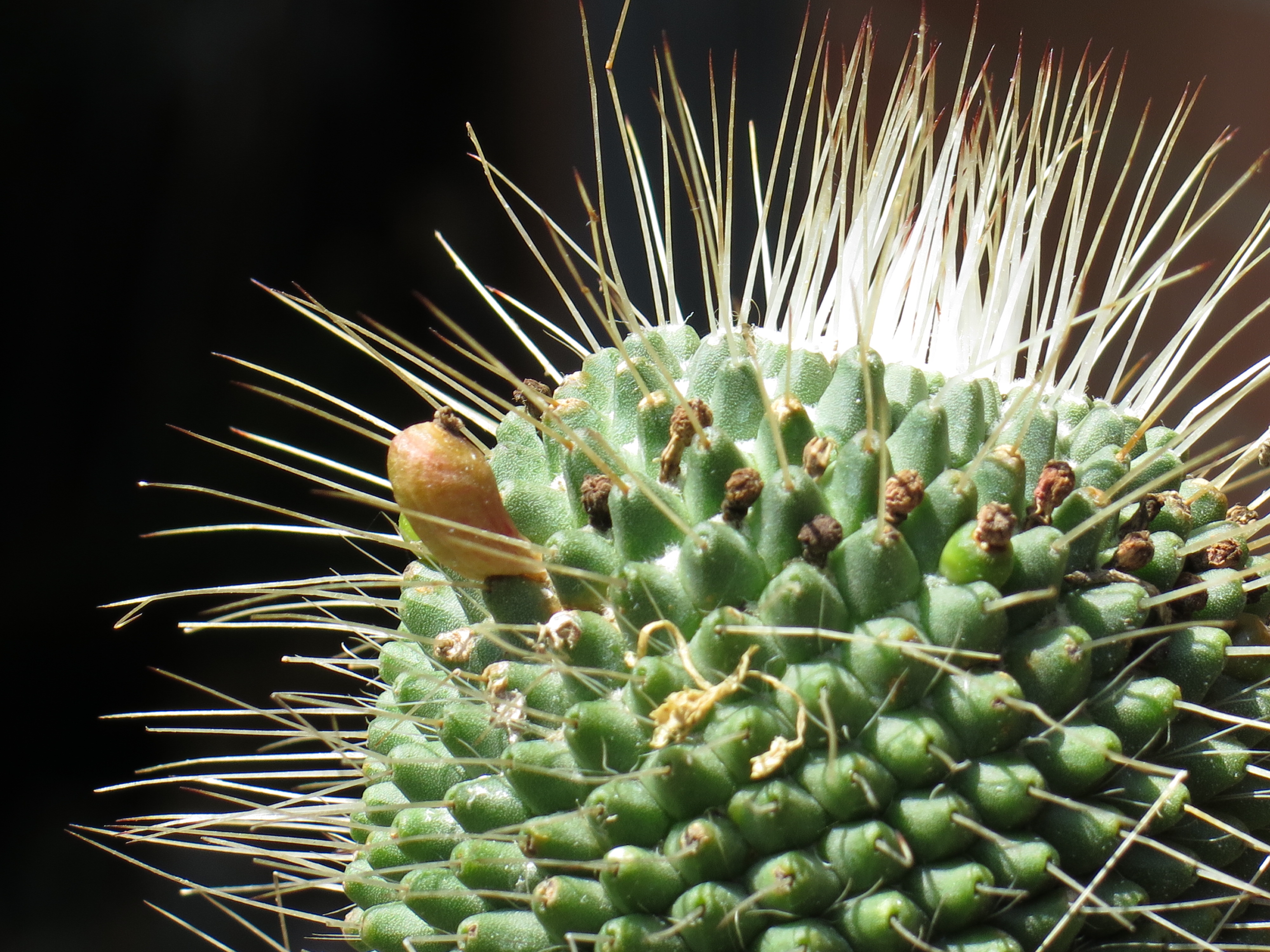
Mammillaria spinosissima cv. un pico - detalj med frukt